# Peter Seiffert
Peter Seiffert (Düsseldorf, 4 de enero de 1954-Schleedorf, 14 de abril de 2025) fue un tenor alemán con una importante trayectoria en el repertorio wagneriano.

## Biografía
Estudió en la Musikhochschule Düsseldorf y debutó en la Deutschen Oper am Rhein Düsseldorf-Duisburg en 1978.
En 1979 ganó el segundo premio de la Deutscher Musikwettbewerb. Tuvo una importante carrera como tenor lírico, principalmente en el repertorio alemán, con papeles como Don Ottavio (Don Giovanni), Tamino (Die Zauberflöte), Max (Der Freischütz), Fenton (Die lustigen Weiber von Windsor), Pedro (Tiefland), Nureddin (Der Barbier von Bagdad), Jeník (Die verkaufte Braut), Turridu (Cavalleria rusticana) o Matteo (Arabella).
En el repertorio wagneriano destaca especialmente en los papeles para tenor lírico, como Lohengrin, Walther von Stolzing (Die Meistersinger von Nürnberg) y Erik (Der fliegende Holländer. Los dos primeros los interpretó con gran éxito en el Festival de Bayreuth entre 1996 y 2005.
Amplió su repertorio a otros roles más dramáticos, consiguiendo cierto éxito por su musicalidad y fraseo, si bien estos requieren una voz más ancha: Florestán (Fidelio), Bacchus (Ariadne auf Naxos), el Emperador (Die Frau ohne Schatten), y en el repertorio wagneriano, Parsifal, Siegmund (Die Walküre), Tristan (Tristan und Isolde) y Tannhäuser.
En el año 2006 ganó el Premio Echo.
En 1986 se casó con la soprano eslovaca Lucia Popp (1939–1993) y luego con la soprano Petra-Maria Schnitzer, con quien actuó frecuentemente.

## Discografía de referencia
- Beethoven: Fidelio / Nikolaus Harnoncourt
- Clara & Robert Schumann – Lieder, Duets/ Schnitzer, Seiffert
- Mahler: Das Lied von der Erde / Simon Rattle
- Mendelssohn: Symphony No 2 / Chailly, Leipzig Gewandhaus
- Puccini: Gianni Schicchi / Patané
- Strauss: Arabella / Jeffrey Tate, Kiri Te Kanawa
- Strauss: Die Frau Ohne Schatten / Wolfgang Sawallisch (DVD)
- Wagner: Das Rheingold / Bernard Haitink
- Wagner: Der fliegende Holländer (Timonel) / Sinopoli
- Wagner: Der fliegende Holländer (Erik) / Steinberg
- Wagner: Die Meistersinger / Welser-Möst (DVD)
- Wagner: Die Meistersinger von Nurnberg / Daniel Barenboim (DVD)
- Wagner: Die Walküre / Zubin Mehta
- Wagner: Lohengrin / Barenboim
- Wagner: Tannhäuser / Barenboim
- Wagner: Tannhäuser / Welser-Most (DVD)
- Weber: Der Freischutz / Harnoncourt (DVD)
- Weber: Oberon / Janowski